# Magnolia amoena
Magnolia amoena este o specie de plante din genul Magnolia, familia Magnoliaceae, descrisă de Wan Chun Cheng. A fost clasificată de IUCN ca specie vulnerabilă. Conform Catalogue of Life specia Magnolia amoena nu are subspecii cunoscute.